# كاتارينا بلاجوجيفيتش
كاتارينا بلاغوجيفيتش (بالصربية: Катарина Благојевић ؛ من مواليد 31 أكتوبر 1943) وهي لاعبة شطرنج صربية من جمهورية يوغوسلافيا الاشتراكية الاتحادية حصلت على لقب "أستاذ دولي في (الشطرنج) (لعام 1964). وهي الفائزة ثلاث مرات في بطولة الشطرنج للنساء اليوغوسلافيات (1961 ، 1972 ، 1974).

## حياتها
منذ أوائل الستينيات وحتى منتصف السبعينيات، كانت واحدة من لاعبات الشطرنج الرائدات في يوغوسلافيا. فازت كاتارينا بلاغوجيفيتش ببطولة الشطرنج للنساء اليوغوسلافيات ثلاث مرات: 1961 و 1972 و 1974. فازت بالعديد من بطولات الشطرنج الدولية، بما في ذلك ثلاث انتصارات متتالية في بطولات بيفيرفايك للشطرنج (1960 ، 1961 ، 1962) ، والأفضل في بطولة الشطرنج عام 1963 في أمستردام.
في عام 1964 ، حققت كاتارينا بلاغوجيفيتش أكبر نجاح في مسيرتها الفنية في الشطرنج، عندما حصلت على المركز الخامس في بطولة العالم للسيدات في بطولة الشطرنج.
شاركت كاتارينا بلاغوجيفيتش مرتين في بطولة الشطرنج العالمية للنساء:
- في 1971، في بطولة انترونالفي - أوخريد حصلت على المركز التاسع.[5]
- في 1973، في بطولة انترونالفي - منورقة حصلت على المركز العاشر.[6]

لعبت كاتارينا بلاغوجيفيتش ليوغوسلافيا في أولمبياد الشطرنج للسيدات:
- في 1963، حصلت على المركز الأول في أولمبياد الشطرنج 2 (نساء) في سبليت (+2، =2، -0)
- في 1966، حصلت على المركز الأول في أولمبياد الشطرنج 3 (نساء) في أوبرهاوزن (+6، =2، -1)
- في 1969، حصلت على المركز الأول في أولمبياد الشطرنج 4 (نساء) في لوبلين (+4، =3، -2)،
- في 1972، حصلت على المركز الثاني في أولمبياد الشطرنج 1972 في إسكوبية (+5، =4، -2)،
- في 1974، حصلت على المركز الثاني في أولمبياد الشطرنج 6 (نساء) في ميديلين (+7، =3، -2).

في عام 1964 ، تم منح كاتارينا بلاغوجيفيتش لقب "أستاذ دولي في (الشطرنج).

## وصلات خارجية
- كاتارينا بلاجوجيفيتش على موقع الاتحاد الدولي للشطرنج (الإنجليزية)
- كاتارينا بلاجوجيفيتش على موقع مباريات الشطرنج (الإنجليزية)
- كاتارينا بلاجوجيفيتش على موقع 365Chess.com (الإنجليزية)
- كاتارينا بلاجوجيفيتش على موقع Chesstempo.com (الإنجليزية)
- كاتارينا بلاجوجيفيتش سجل أولمبياد الشطرنج للسيدات على موقع OlimpBase.org (الإنجليزية)